# 김승규 (1861년)
김승규(金昇圭, 1861년 ~ ?)는 조선 후기의 문신이며, 대한제국의 무신이었다. 대한제국 수립 이후 무관직을 역임했다. 본관 (신)안동(安東), 자 평여(平如), 김병유(金炳孺)의 아들이며, 좌의정 김병학(金炳學)의 양자이다.

## 생애
1882년(고종 19) 경과 별시문과(慶科別試文科)에 병과로 급제하였다. 선교관(宣敎官)을 거쳐 통정대부로 승진, 1885년부터 95년까지 이조참의, 대사성(大司成), 좌승지 등을 지내고, 다시 가선대부로 사헌부대사헌 등을 지낸 뒤, 전선사장(典膳司長), 회계원장 등을 역임하였다.
대한제국 수립 이후 1898년(광무 2) 궁내부특진관, 친위대 제1연대장, 1899년 시위대(侍衛隊) 제1연대장이 되고, 1902년 주일전권공사가 된 이후 주영국전권공사, 주벨기에전권공사 등 외교관직을 차례로 지냈다. 귀국 후 1904년 육군참장(陸軍參將), 군부 군무국장, 1905년 군제의정관(軍制議定官), 군부협판(軍部協辦), 1907년 육군연성학교(陸軍硏成學校) 교장이 되었다. 1910년 8월 정2품으로 규장각제학이 되었다.

## 가족 관계
- 양할아버지: 김수근(金洙根)
  - 양아버지: 김병학(金炳學)
  - 양어머니: 조진택(풍양조씨)의 딸
- 친할아버지: 김영근(金英根)
  - 친아버지: 김병유(金炳孺)
  - 친어머니: 남준성(의령남씨)의 딸

1. ↑  박, 민영. “김승규 (金昇圭)”. Academy of Korean Studies.